# Tutemés I
Tutemés I ou Tutemósis I (reinou de 1494 a 1482 a.C.) foi um faraó da décima oitava dinastia do Egito Antigo. Seu antecessor foi Amenófis I e seu sucessor foi Tutemés II.

## Nome
Desde cerca de 2000 a.C., os faraós tinham cinco nomes, quatro destes ele recebia quando se tornava rei, e o quinto que ele recebia ao nascer. Os nomes de Tutemés I eram:
- Hórus amado touro, amante da verdade (o nome de Hórus, manifestação do falcão celeste)
- Aquele das duas damas, erguido com a serpente de fogo, grande em força (porque o Egito era dividido em dois, representado pela deusa-cobra Uto e a deusa-abutre Necbete)
- Hórus de ouro, perfeito em anos, aquele que faz os corações viverem (o nome do Hórus dourado, representando a eternidade)
- Aquele do papiro e da abelha Aakheperkara (papiro e abelha representam, respectivamente, o Alto e Baixo Egito)
- Filho de Rá Tutemés que vive para sempre (o nome pessoal, como filho do deus-Sol Rá)